# Objets célestes hypothétiques du Système solaire
 (avril 2025).
Motif : Où sont les sources secondaire et centrée sur le sujet ? Et l'intérêt encyclopédique ?
- Archive Wikiwix
- Bing
- Cairn
- DuckDuckGo
- E. Universalis
- Gallica
- Google
- G. Books
- G. News
- G. Scholar
- Persée
- Qwant
- (zh) Baidu
- (ru) Yandex
- (wd) trouver des œuvres sur Wikidata

| 1. | Préciser le motif de la pose du bandeau. | Précisez le motif de la pose du bandeau en utilisant la syntaxe suivante : {{admissibilité à vérifier\|date=avril 2025\|motif=remplacez ce texte par le motif}}                                                       |
| 2. | Informer les utilisateurs concernés.     | Pensez à avertir le créateur de l'article, par exemple, en insérant le code ci-dessous sur sa page de discussion : {{subst:avertissement admissibilité à vérifier\|Objets célestes hypothétiques du Système solaire}} |

Cette liste répertorie les planètes et satellites du Système solaire de taille importante dont l'existence est mise en doute ou réfutée.
Elle ne recense ni les objets imaginés dans les œuvres de fiction, ni les utilisations dans la fiction des objets cités.
Les astres sont classés par éloignement croissant du Soleil. En italique, figurent les objets connus, pour donner une idée des positions respectives.

## Légende
AlAstrologie : objet invoqué par les astrologues uniquement.
AntObjet dont l’existence était supposée par des civilisations anciennes.
ArtArtefact : objet issu d’une erreur d'observation.
HHypothèse : objet non observé directement, mais dont l’existence a été proposée comme explication à certaines observations ; historiquement, certains objets qui étaient à l’origine dans cette catégorie ont été confirmés : en juin 1846, Neptune aurait appartenu à cette catégorie.
PPassé : objet supposé avoir existé dans le passé, aujourd’hui détruit.
PsPseudo-science.
RRéfuté : objet dont on sait aujourd’hui qu’il n’existe pas.

## Liste
- Vulcain ; H, R : planète plus proche du Soleil que toutes les planètes confirmées, proposée par les astronomes du XIXe siècle pour expliquer l'excès de précession du périhélie de Mercure. Finalement expliquée par la relativité générale.
- Vulcanoïdes ; H : une hypothétique ceinture d'astéroïdes qui occuperait la zone dynamiquement stable qui s'étale entre 0,08 et 0,21 unité astronomique du Soleil, bien à l'intérieur de l'orbite de Mercure. Le nom reprend celui de la planète hypothétique Vulcain. L'orbite de Mercure étant aujourd'hui conforme aux théories, les vulcanoïdes s'ils existent sont trop peu massifs pour la perturber.

Mercure
- Lune de Mercure ; Art

Vénus
- Neith (satellite) (satellite de Vénus) ; Art

Terre
- Anti-Terre ; Ant, Ps, R : planète supposée se trouver au point opposé à la Terre par symétrie par rapport au Soleil ; ne peut exister sans avoir été détectée, en l'état actuel de nos connaissances en mécanique céleste et des observations de diverses sondes spatiales. De plus, cette hypothèse antique n'avait cours que dans l'ancienne conception de la mécanique différenciant fondamentalement les mondes terrestre et céleste ; en fait, cette configuration planétaire serait fondamentalement instable et ne pourrait pas même exister.
- Théia ; H, P : en admettant que la Lune a été formée à la suite de l'impact d'un objet majeur avec la Terre, Théia est l’impacteur.
- Seconde lune de la Terre ; Art, R , H, P : l'existence actuelle est réfutée, l'existence dans le passé est une hypothèse défendue[1].
  - Lilith (lune) ; Art, R, Al : aussi nommée Lune noire.
  - À ne pas confondre avec la Lune noire ; Al : au sens de Dom Néroman, qui est un point géométrique défini (la question de son existence ne se pose pas : il s’agit d’un point, non d’un objet).

Au-delà de Mars
Ceinture d'astéroïdes
- Planète V ; H, P : planète supposée avoir été située entre Mars et Jupiter, proposée pour expliquer les mouvements de certains objets de la ceinture d’astéroïdes.
- Phaéton ; H, P, R : planète dont on propose que les astéroïdes de la ceinture seraient les débris ; hypothèse aujourd’hui rejetée au profit d’une formation de la ceinture par accumulation ; un objet répondant à la même description est nommé Tiamat par l’ufologue Zecharia Sitchin.

Saturne
- Thémis (satellite de Saturne) ; Art

Au-delà de Neptune
- Planète X ; H : terme générique pour plusieurs hypothèses de planètes transneptuniennes.
  - Super-Pluton ; H : planète proposée pour expliquer les mouvements de certains objets de la ceinture de Kuiper.
  - Nibiru ; Ant, Ps : astre connu des Babyloniens, vraisemblablement Jupiter ; l’ufologue Zecharia Sitchin propose une théorie pseudo-scientifique suivant laquelle Nibiru est un objet non-identifié par les astronomes modernes, mais qui serait susceptible de provoquer des cataclysmes par ses passages.
  - Perséphone ; H, R : géante gazeuse lointaine proposée pour expliquer des anomalies dans l’orbite de Neptune — finalement expliquées par une erreur d’estimation de la masse de Neptune elle-même.
H : On appelle aussi ainsi la planète proposée par John Matese, jouant le même rôle que Némésis, mais en étant une planète de type jovien et non une étoile.
  - La planète 9 ; H : planète hypothétique proposée en janvier 2016 par les astronomes Konstantin Batyguine et Michael E. Brown.
- Planètes de Pickering ; H : série de planètes transneptuniennes proposées par William Henry Pickering.
- Tyché ; H « nouvelle » neuvième planète du Système solaire, qui reste à confirmer.
- Némésis ; H : étoile compagnon du Soleil, dont Richard A. Muller avance que les perturbations sur le nuage d'Oort provoquent des pluies périodiques de comètes.